# برزوفکا (شهرستان زیلایرسکی، باشقیرستان)
برزوفکا (انگلیسی: Berezovka, Zilairsky District, Republic of Bashkortostan) یک شهرک در شهرستان زیلایرسکی استان باشقیرستان کشور روسیه است.